# 朗代拉
朗代拉（法語：Landeyrat，法語發音：[lɑ̃deʁa]）是法国康塔尔省的一个市镇，位于该省东北部，属于圣弗卢尔区。

## 地理
朗代拉（45°16'26"N, 2°51'51"E）面积21.28 平方千米，位于法国奥弗涅-罗讷-阿尔卑斯大区康塔爾省，该省份为法国中南部省份，位于法國中央高原中心，北起科雷兹省、上盧瓦爾省和多姆山省，西接洛特省和科雷兹省，南至阿韦龙省和洛特省，东临上盧瓦爾省和洛泽尔省。
与朗代拉接壤的市镇（或旧市镇、城区）包括：阿朗什、马尔瑟纳、普拉迪耶、圣博内德孔达、圣萨蒂南、韦尔诺勒。
朗代拉的时区为UTC+01:00、UTC+02:00（夏令时）。

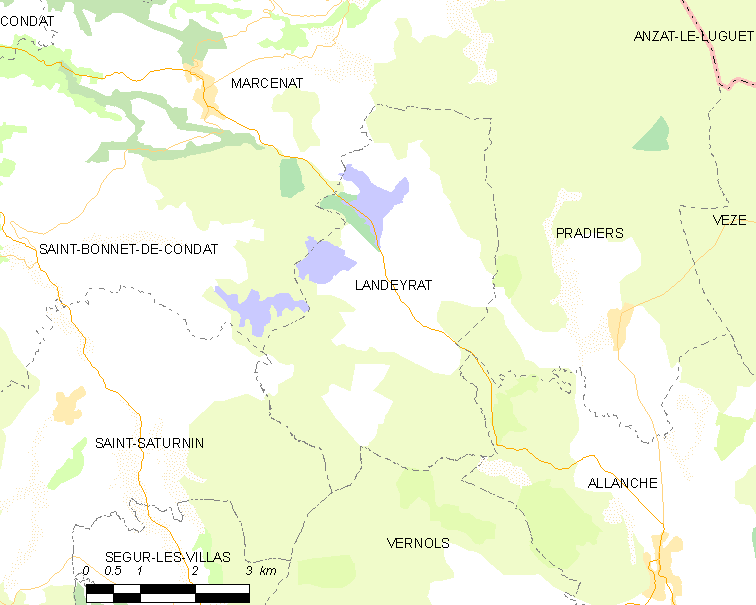
朗代拉的OSM定位图

## 行政
朗代拉的邮政编码为15160，INSEE市镇编码为15091。

## 政治
朗代拉所属的省级选区为米拉县。

## 交通
康塔尔省省道D21线、D204线和D679线经过境内。

## 人口

1962-2008年间朗代拉人口变化图示

朗代拉于2022年1月1日时的人口数量为86人。